# Miss Slovenije 2001
Miss Slovenije 2001 je bilo lepotno tekmovanje, ki je potekalo 29. septembra 2001 v Gallusovi dvorani Cankarjevega doma v Ljubljani.
Organizatorji so bili Videoton Geržina, Slovenske novice s prilogo Ona in POP TV. Prijavilo se je 300 deklet.
Voditelj je bil Primož Ekart.
Pozornost novinarjev je pritegnila pomota, da so 2. spremljevalki Luciji Gubenšek nadeli rezervno lento zmagovalke, ki je bila narejena za primer, če se ena umaže.

## Finale
Finalistke so imele štiri izhode.

### Uvrstitve in nagrade
- Zmagovalka Rebeka Dremelj, 21 let, izredna študentka ekomonije, Senovo, dobila je avto Peugeot 206 (serija Elan)
- 1. spremljevalka Mihaela Kukovec, Ptuj
- 2. spremljevalka Lucija Gubenšek, Maribor
- Miss interneta Brigita Žvokelj, Ljubljana
- Miss fotogeničnosti Maja Petrič, Kranj
- Miss ONA Meri Verbnjak, 21 let, študentka, Polzela

Za vse sponzorska oblačila, obutev in nakit. Ob Elanovi prireditvi ob začetku tekmovalne sezone alpkih smučarjev in smučarjev skakalcev je Rebeka Dremelj prejela smuči Elan Integra 7.0 iz rok Bojana Križaja.

## Miss Sveta 2001
Bilo je 16. novembra v Sun City-ju v JAR. Rebeka Dremelj je na dobrodelno licitacijo odnesla sliko Petara Beusa.
Za miss Slovenije je bila izbrana zlata obleka oblikovalke Barbare Plavec Brodnjak (v ekipi so bile še direktorica Modnega studia Barbare Plavec, Sonja Plavec, glavna modelarka Valerija Lešnik ter šivilji Anica Majcen in Zinka Golob), ki je zmagala na izboru priloge Ona 11. oktobra na ljubljanskem gradu.
Po vrnitvi s svetovnega izbora je Dremljeva na RTV Slovenija v nedeljski oddaji Mario predstavila skladbo Ko ugasnejo luči (Zvone Tomac, Natka Geržina).

### Sponzorji
Industrija usnja Vrhnika, Zlatarna Celje, Čevljarstvo Lopatec, Kopitarna Sevnica, Lisca, Optika Salobir, Hotel Krona, ure Certina (podjetje Anim) in Studio Borsan.

### Sodelavci
Vizažistka Ksenija Pehlič, stilistka Cvetka Dragan in fotograf Dejan Dubokovič.